# 馬切莫
馬切莫（Machhermo）是尼泊爾萨加玛塔专区索卢昆布县的一个城镇。该地海拔約4470公尺，果宗巴冰河下游，都得科西河河畔；是墎其爾湖區健行的重要據點之一。

馬切莫
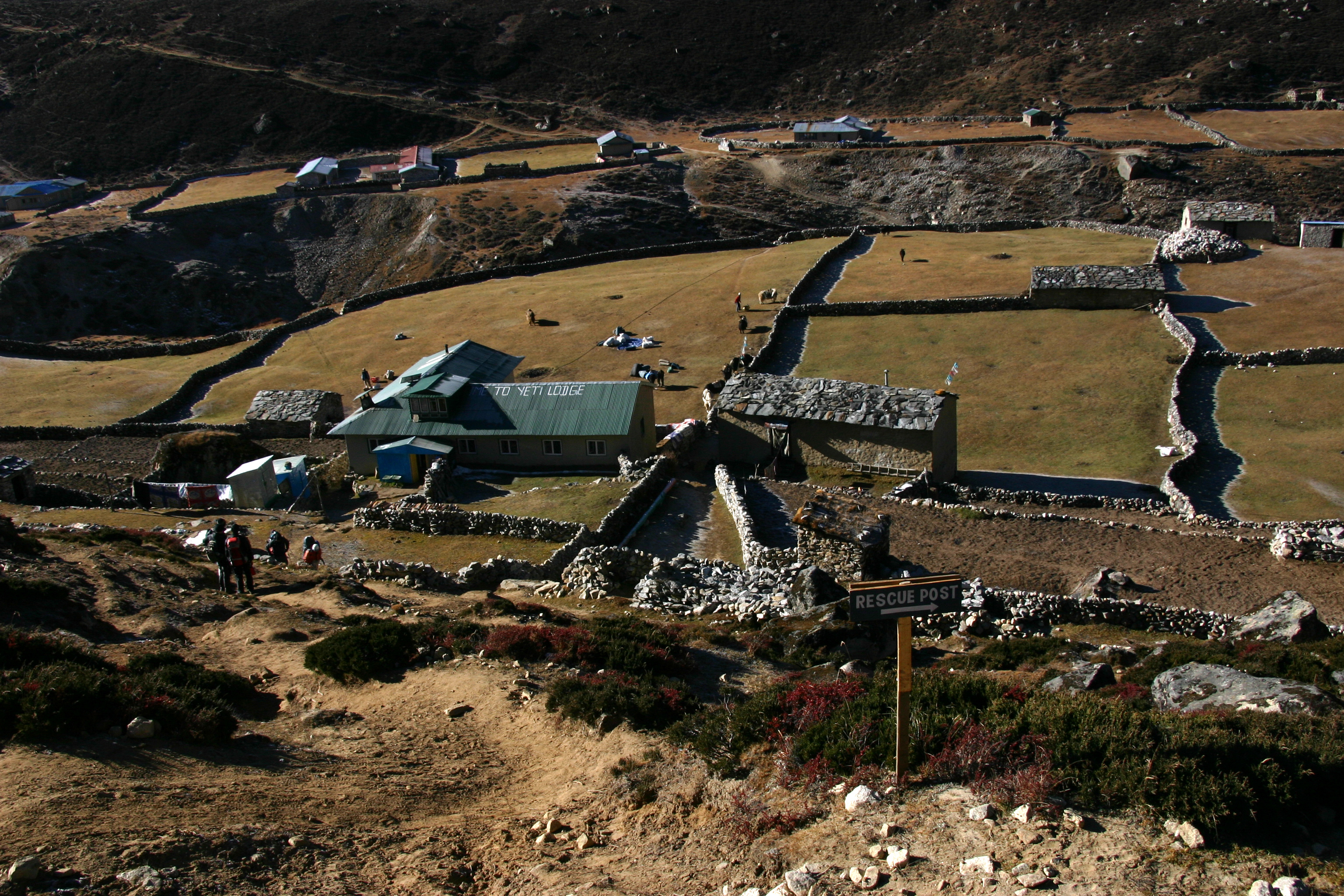
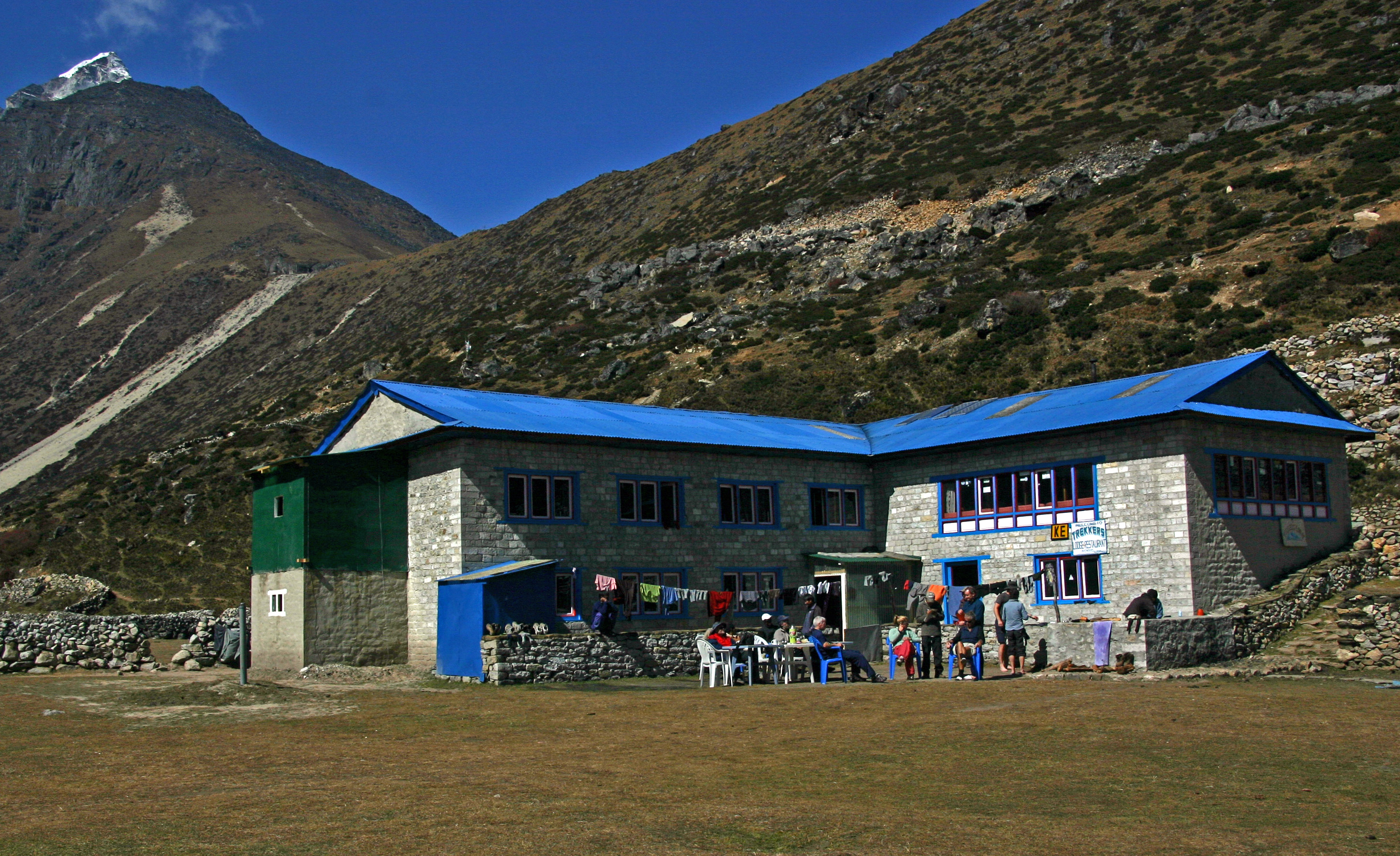
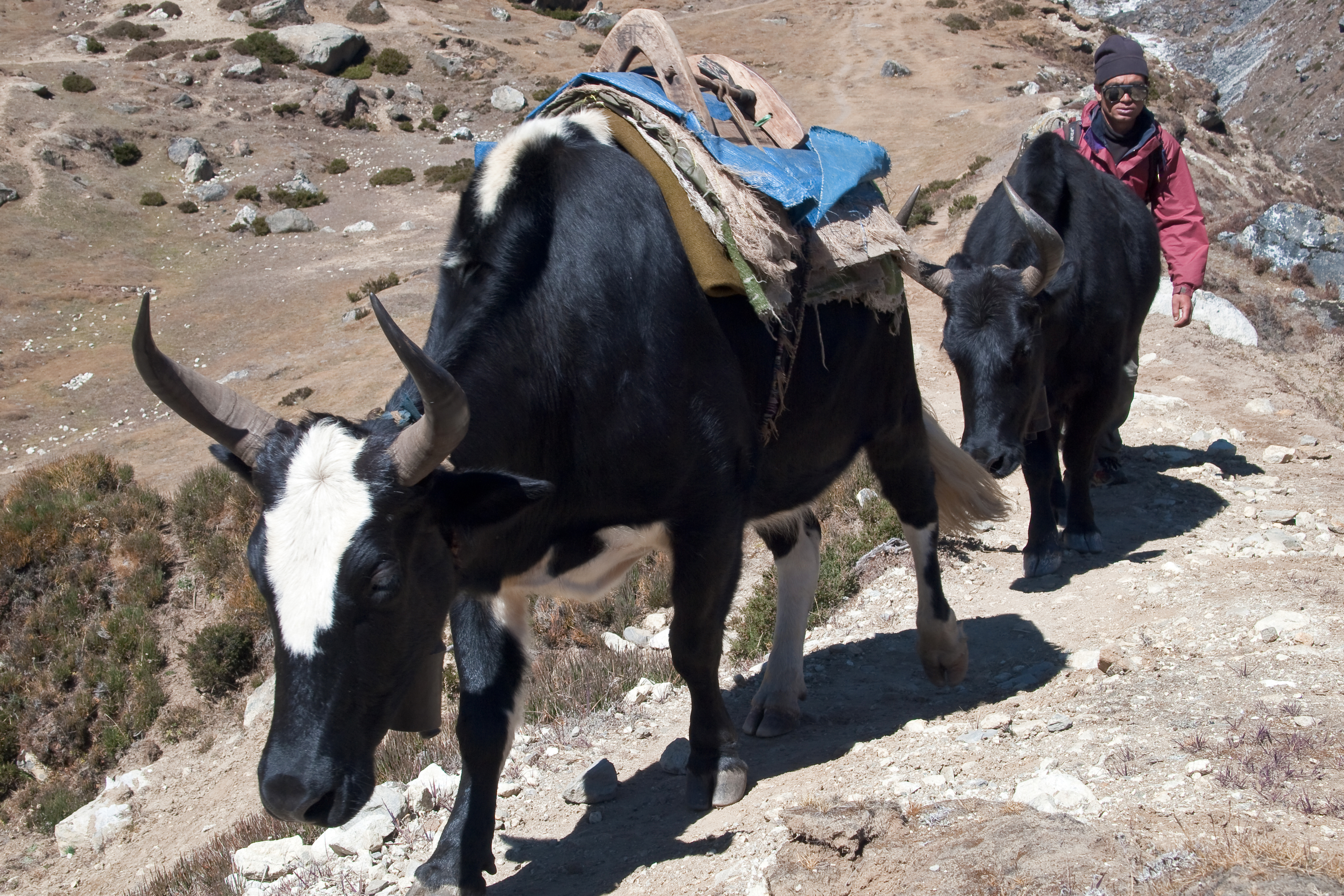
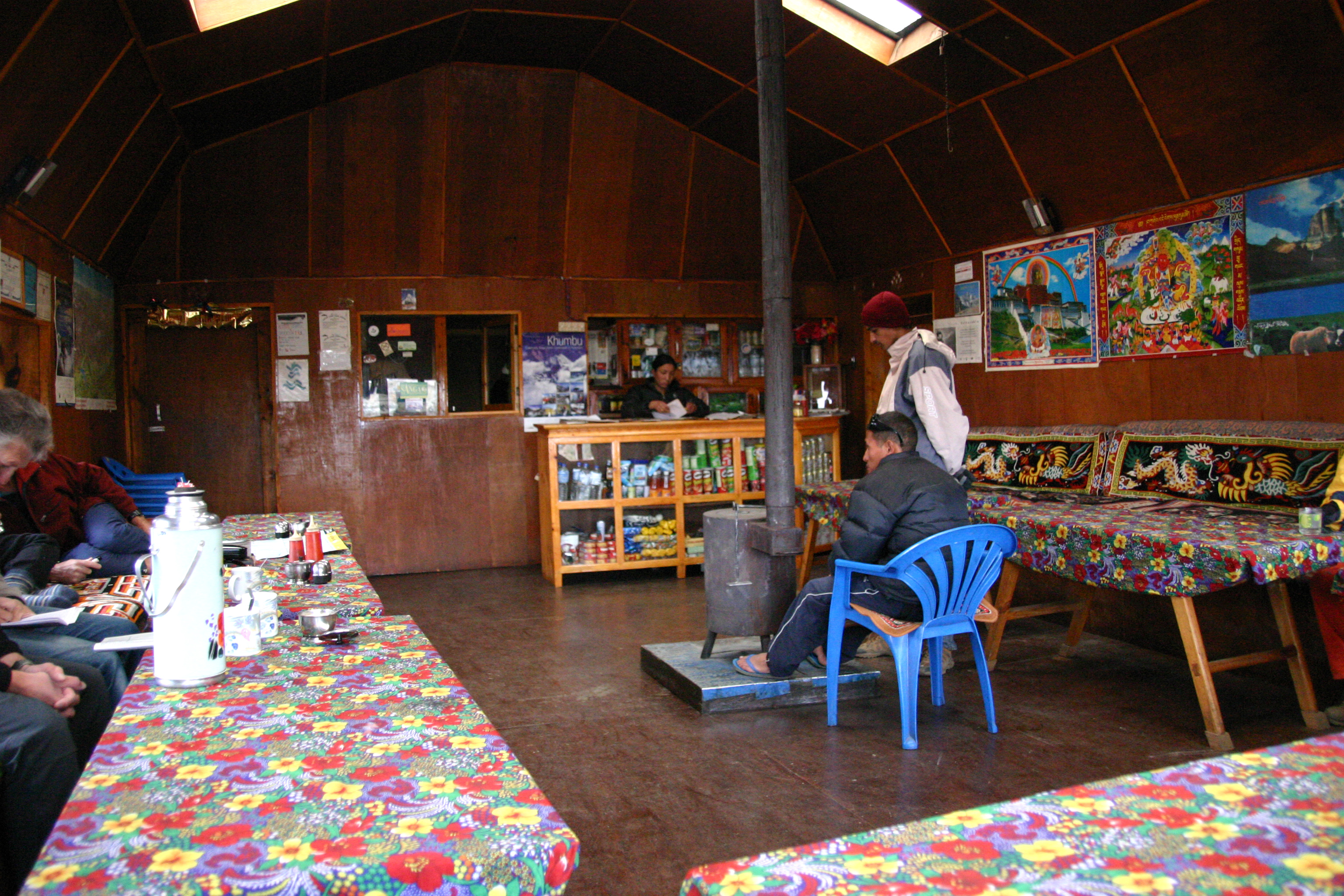
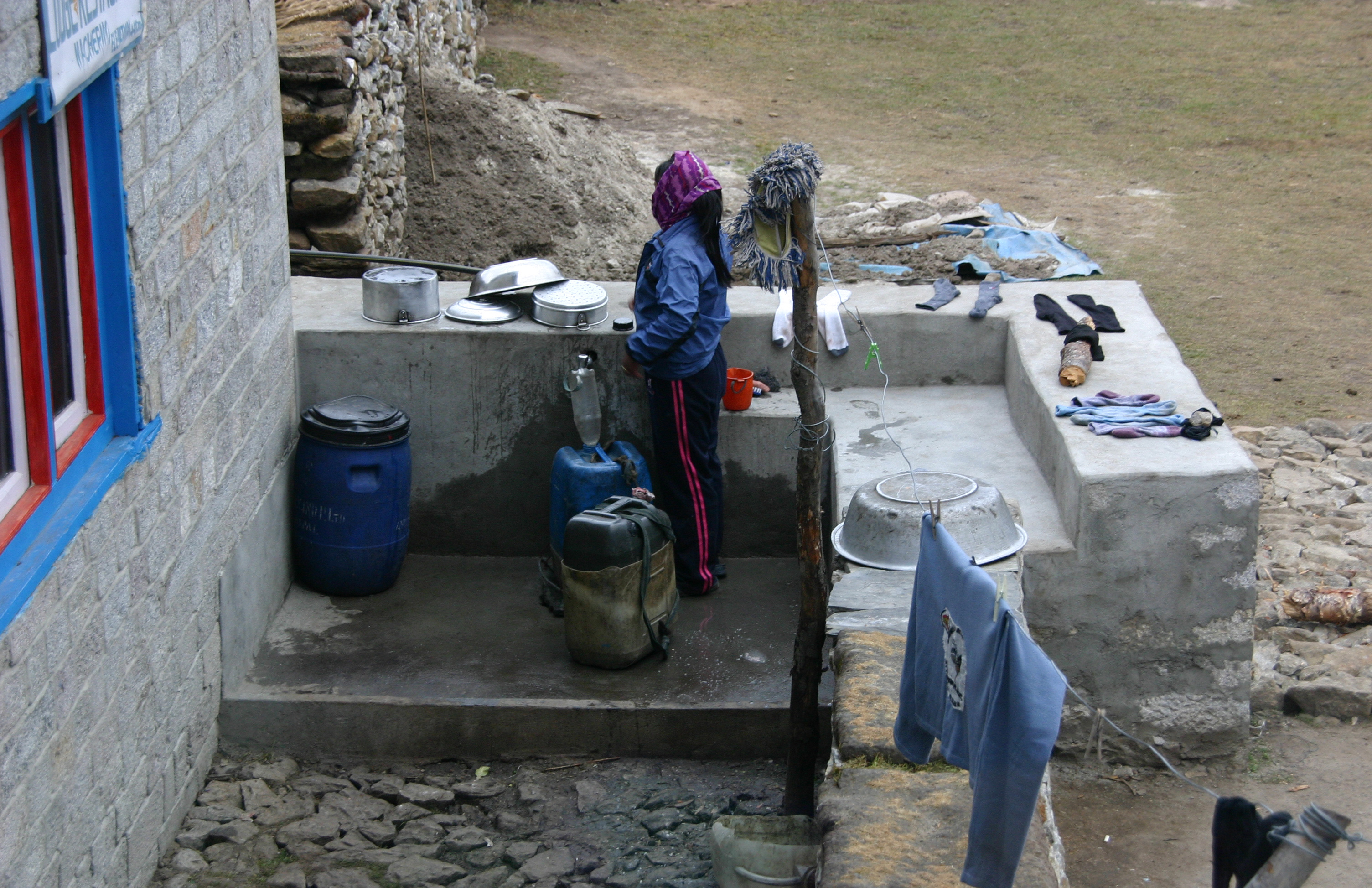
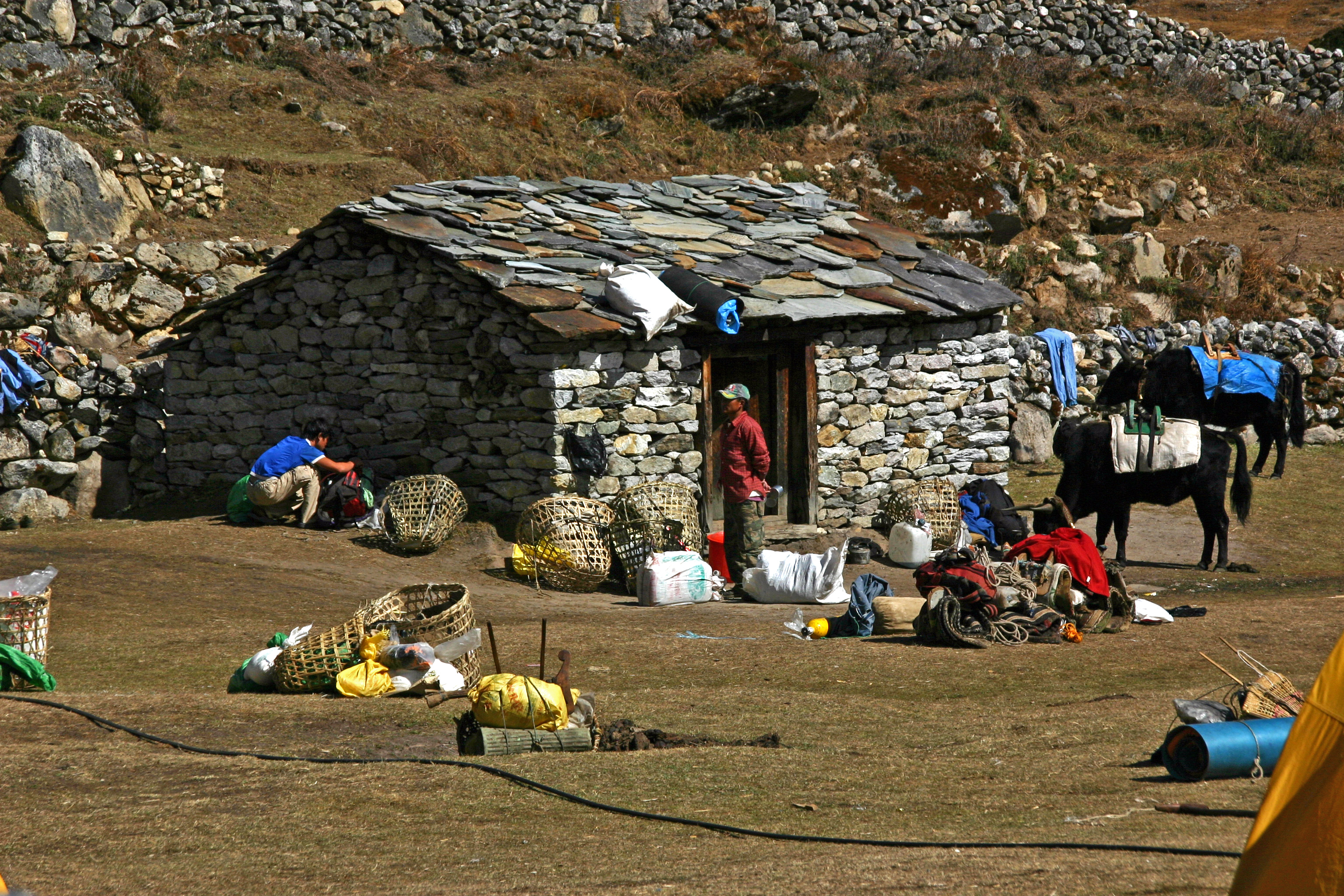
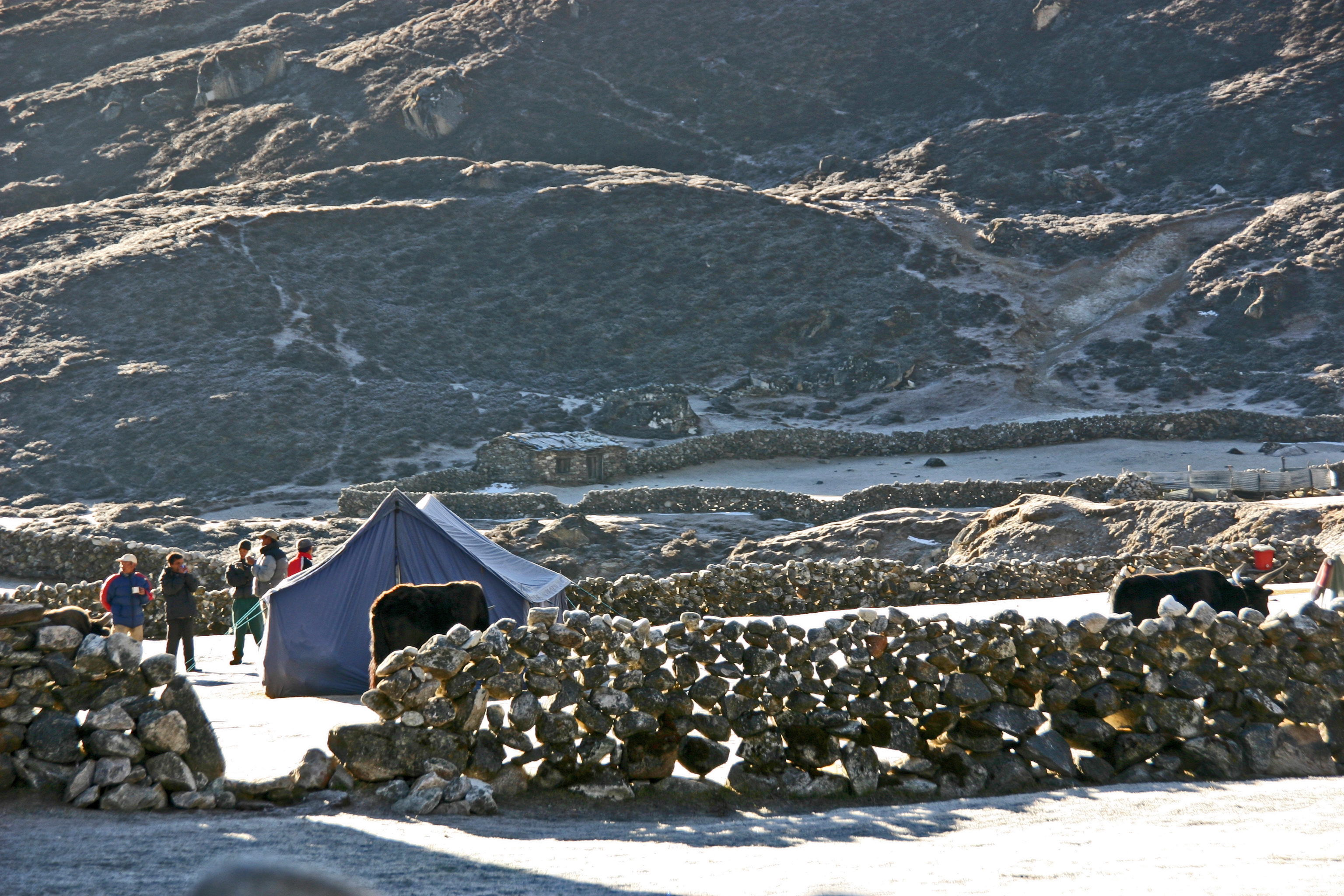
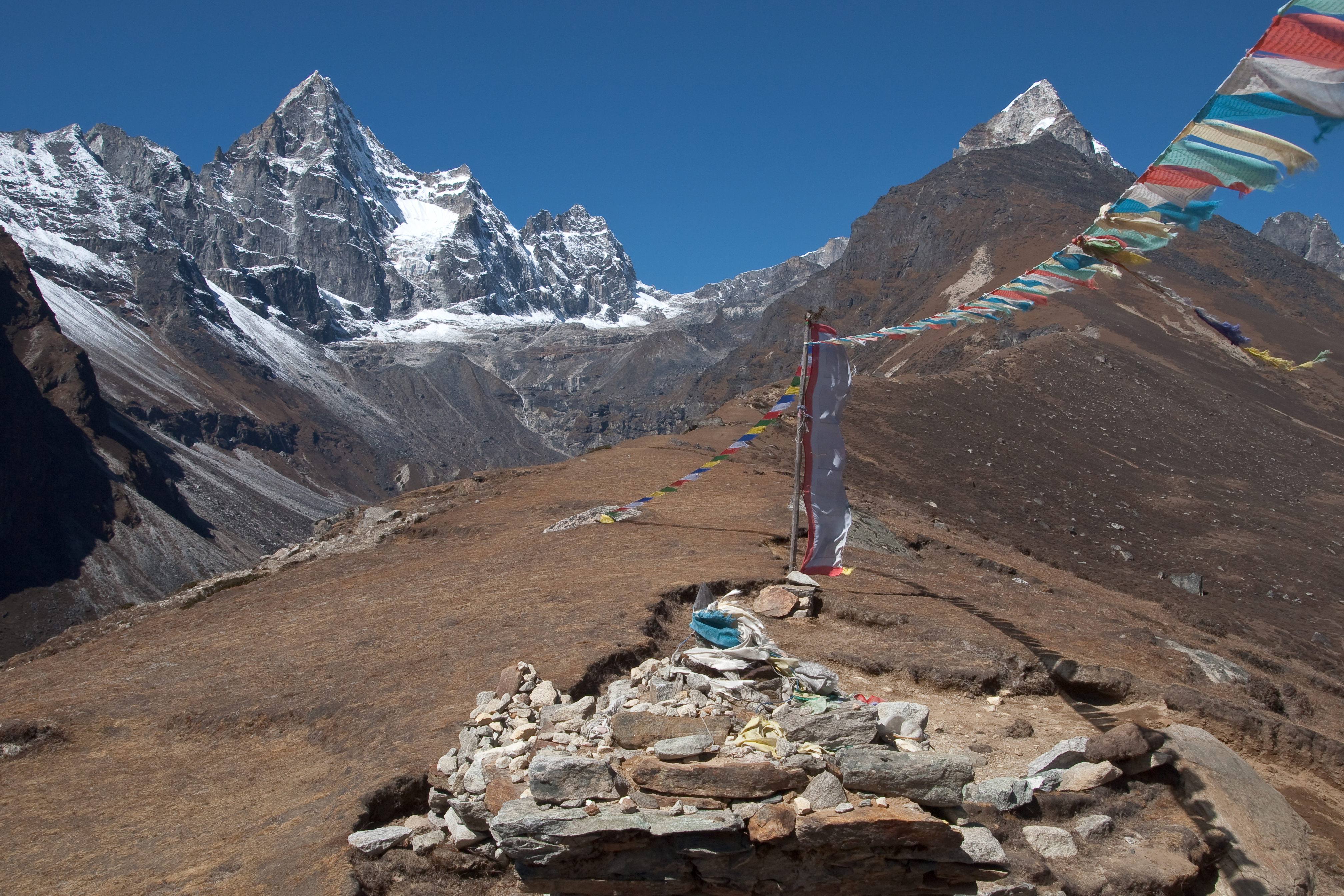
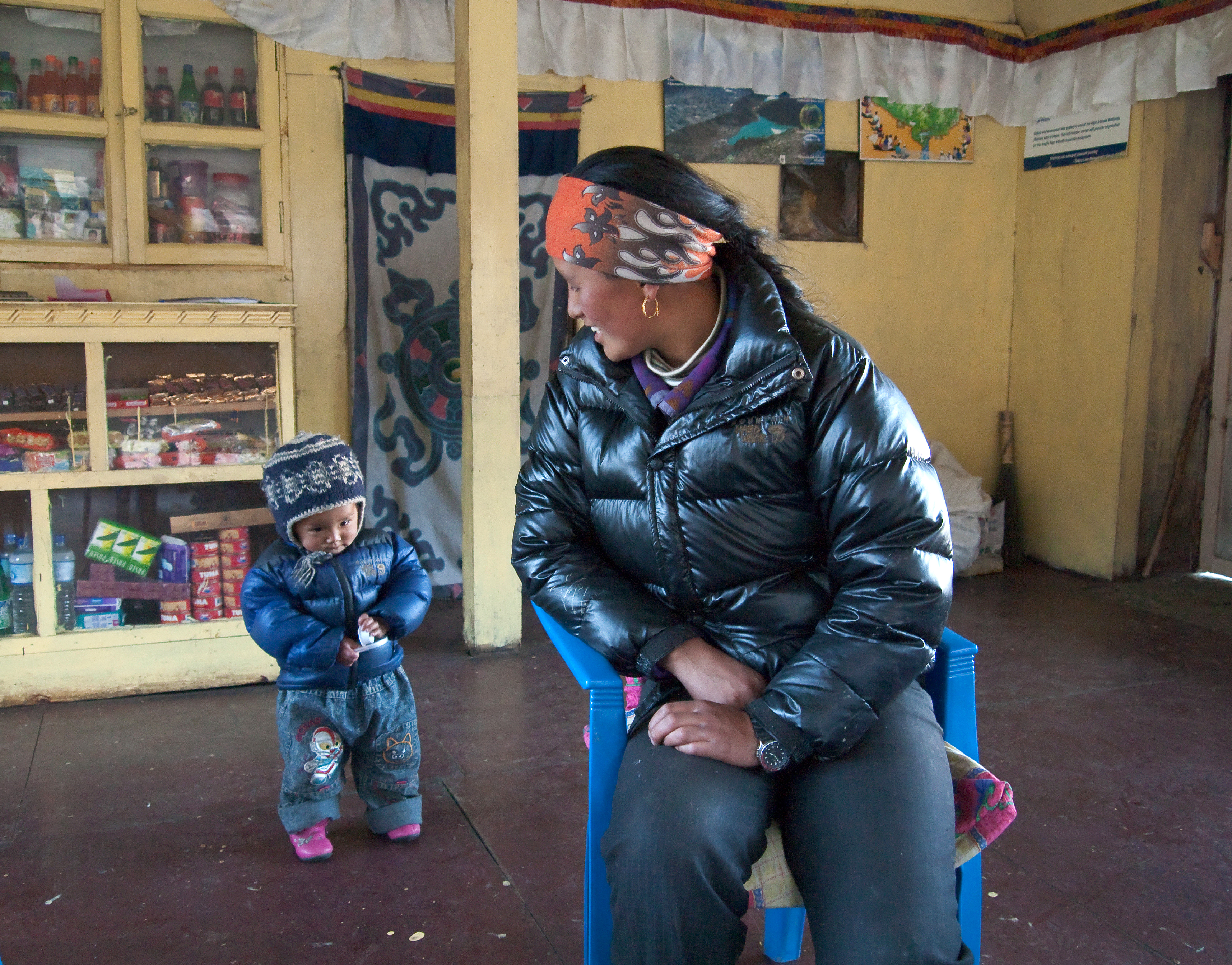

## 資料來源
1. ↑  Nepa Maps (Pvt.Ldt. ), NE517: Everest Base Camp & Gokyo, Kathmandu, Nepal, 2013